# Арес
Арес (стгрч. Ἄρης— Árēs) је грчки бог рата. Он је један од дванаест олимпијаца, најстарији син Зевса и Хере. У хеленској књижевности, он често представља физички или насилни и неукроћени аспект рата, за разлику од његове сестре Атине у оклопу, чије функције као интелигентне богиње укључују војну стратегију и вештине војсковође. Пандан Ареса у римској митологији је Марс.
Грци су били амбивалентни према Аресу: иако је отелотворивао физичку храброст неопходну за успех у рату, он је био опасна сила, „преплављујућа, незаситна у борби, деструктивна и склона покољу људи”. Његови синови Фоб (страх) и Дим (терор) и његова љубавница, или сестра, Енио (завада) су га пратили на његовим ратним кочијама. У Илијади, његов отац Зевс му каже да је он Бог који му је најомраженији. Повезаност са Аресом даје местима и објектима дивљачки, опасни или милитаризовани квалитет. Његова вредност као ратни бог ставља се под сумњу: за време Тројанског рата, где је Арес био на страни губитника, док је Атина, често приказивана у грчкој уметности како држи Нику (победу) у руци, фаворизовала тријумфантне Грке.
Арес има релативно ограничену улогу у грчкој митологији као што је приказано у књижевним наративима, иако се на његове многобројне љубавне афере и обилно потомство често спомињу. Када се Арес појављује у митовима, он се обично суочава са понижењем. Он је добро познат као љубавник Афродите, богиње љубави, која је била удата за Хефеста, бога заната. Најпознатија прича која се односи на Ареса и Афродиту показује их изложе подсмеху.

## Митологија
Арес је био бог ратовања, и то рата који је сам себи сврха. Радовао се смрти било јунака или обичних смртника, волео је мирис крви, борбу, звекет оружја, јауке и крике. Ареса никада није занимао узрок рата, па чак ни његов исход, за њега је било најважније само ратовање. 
Арес је мрзео све остале богове, а међу њима и своје родитеље, а посебно је мрзео богињу Атину. И њега су мрзели сви богови; изузетак су само: Афродита - која је неговала и подржавала страст у њему, Ерида - која је волела рат колико и он, и Хад - који се радовао младим ратницима који су гинули у рату. Он је сматран за праоца Амазонки - племена ратоборних жена.
Арес је, готово увек приказиван у четворопрегу са коњима оседланим златним седлом. Коњи бога Ареса су бљували ватру, а он је носио бакарни оклоп, кацигу и копље, и само понекад и штит.
Његове су свете птице биле орао, детлић и лешинар, а најдража му је животиња био пас, тако да су се у његову част, у Спарти жртвовали пси. Арес је, у неким приликама био приказиван и са змијом.
Са богињом Афродитом, Арес је имао два сина, Дима и Фоба који су означавали ужас и страх, а уз њега је био и Кудоимос, демон звекета битке. Уз Дима и Фоба, Афродита је Аресу родила и Ероса и Антероса који су наследили Афродитине добре особине, као и кћерку Хармонију.
Хомер у својој Илијади говори да су Аресу правиле друштво и богиња неслоге и раздора Ерида, као и Енија, богиња ратног клања.

### Оснивање Тебе
Арес је био оснивач Тебе и праотац воденог змаја којег је убио Кадмо. Аресови потомци су, као врсни борци, настали од зуба змајевих, а Кадмо је, да би умилостио Ареса, оженио Аресову и Афродитину кћерку Хармонију, и тада је све доведено у склад и основана је Теба.

### Арес и Афродита
У Хомеровој Одисеји Алкиној пева о митовима и описује сцену када је Хелије, посматрао Ареса и Афродиту како уживају једно у другом сакривени од очију богова. 
Хелије је то пријавио већу богова са Олимпа, а Хефест је предложио да се Арес и Афродита ухвате на делу, па је направио мрежу са којом је мислио да, на делу ухвати љубавнике. Хефест је, у одређено време, бацио мрежу и ухватио Ареса и Афродиту, а затим је, незадовољан својом осветом, позвао богове и богиње да виде ухваћени пар.
Богиње су одбиле позив, а богови који су дошли нису могли, а да не примете Афродитину лепоту и многи су пожелели да буду на Аресовом месту.
Када су Ареса и Афродиту пустили, Арес је одјурио у своју домовину Тракију.

### Арес и Алоади
Дивови Алоади, От и Ефијалт су бацили Ареса у ланце и оставила га у бронзаној урни тринаест месеци. Маћеха дивова Ерибеја, је рекла Хермесу како да спасе Ареса.
Артемида је преварила Алоаиди обећавши Оту да ће се удати за њега, што је Ефијалта учинило љубоморним. Дивови су се почели свађати, а Артемида је претворивши се у белу кошуту стала између њих.
Алоади су били страствени ловци, и када угледаше кошуту између њих, бацише копља, а Артемида нестаде и они један другог убише.

### Илијада
Хомер у Илијади описује да Арес нема нимало поштовања ни оданости према Темиди, богињи праведности, јер је обећао Атини и Хери да ће се борити на страни Ахaјаца, али га је Афродита уверила да се бори на страни Тројанаца.
Диомед је, док се се борио са Хектором и видио Ареса како се бори на страни Тројанаца, па је позвао своје војнике да се полако повуку. Хера, Аресова мајка, када је видела мешање свога сина у рат, охрабрила је Диомеда да нападне Ареса. 
Арес је бацио копље на Херу, али је Атина променила смер путање копља ка Аресовом телу и он је поклекнуо од превеликог бола и вратио се на Олимп. Видевши шта се догодило Тројанци су били принуђени да се повуку.